# Erythrogonia comensa
Erythrogonia comensa är en insektsart som beskrevs av Medler 1963. Erythrogonia comensa ingår i släktet Erythrogonia och familjen dvärgstritar. Inga underarter finns listade i Catalogue of Life.